# Que ves el cielo
«Que ves el cielo» es una canción acreditada a Invisible, banda integrada en ese momento por Luis Alberto Spinetta, Pomo Lorenzo, Machi Rufino y Tomás Gubitsch. Está incluida como cuarto track del álbum El jardín de los presentes, grabado en los estudios CBS, en el año 1976.
Spinetta tiene otra versión grabada del tema, en el álbum en vivo Exactas. Se trata de una canción destacada en el cancionero spinetteano, que ha sido elegida varias veces para ser versionada por otros músicos, como Charly García, Pedro Aznar y Liliana Vitale.

## Contexto
La canción fue compuesta en el primer semestre de 1976, en un momento dramático de la historia argentina, coincidente con el golpe de Estado del 24 de marzo de 1976 mediante el cual tomó el poder la última dictadura cívico-militar caracterizada por el terrorismo de Estado y decenas de miles de desaparecidos. La cuestión de la memoria será un tema clave en la lucha contra la dictadura.
Invisible, por su parte, una de las bandas más destacadas del rock argentino, había sido creada como trío en 1973 por Luis Alberto Spinetta, con Pomo Lorenzo (batería) y Machi Rufino (bajo), lanzando dos álbumes, Invisible en 1974 y Durazno sangrando en 1975. El jardín de los presentes es el tercer álbum de Invisible, pero es el resultado de un considerable cambio de la banda en 1976, tanto en su sonido -más volcado al tango-, como en su formación, al incluir un nuevo integrante (Tomás Gubitsch) y transformar el trío en cuarteto. Estos cambios tensionarían las relaciones en la banda y llevarían a su disolución a comienzos de 1977.
Casi simultáneamente, la compañera de Spinetta, Patricia, había quedado embarazada de quien sería su primer hijo, Dante, que habría de nacer en diciembre de ese año.

## La canción
Es un tema simple y corto, de apenas 2 minutos, de sonoridad de guitarra acústica que se destaca por su bella melodía, con una base de percusión y platillos. 

Hoy tu pollera gira al viento,
quiero verte bailar,
entre la gente, entre la gente,
quiero verte bailar.

La letra, en primera persona, habla de lo que siente Spinetta mientras ve bailar a una chica. Es una canción que expresa la alegría que le produce a Spinetta ver bailar a esta chica, girando, sonriendo y mirando el cielo ("son tantos tus sueños que ves el cielo").
La canción está emparentada con "Ella bailó (love of my life)", de Pelusón of milk, en la que Spinetta también habla de una mujer que "bailó, giró y giró" y de sus sueños ("habrá soñado con el fin, o con el principio"). Pero "Ella bailó" está solo parcialmente narrada en primera persona, se refiere a una crisis de relación y carece de la alegría de "Que ves el cielo".

## Versión deExactas
La versión que hace Spinetta en vivo en Exactas (1990) tiene mayor peso instrumental, especialmente por la presencia del bajo de Javier Malosetti (que es el encargado del solo) y el piano, a cargo del Mono Fontana.

## Versiones por otros artistas
Entre las versiones de "Que ves el cielo" se destacan la de Charly García en el histórico recital que unió a Spinetta Jade y Seru Giran en 1980 en el Luna Park, la de Pedro Aznar (Puentes amarillos, 2012, álbum doble de homenaje a Spinetta) y la de Liliana Vitale con Verónica Condomí (Humanas voces, 2011).